# محمدرضا فرزین
محمدرضا فرزین (زادهٔ ۱۳۴۴) سیاستمدار، اقتصاددان و مدرس دانشگاه ایرانی است که در دولت سیزدهم و چهاردهم به‌عنوان بیست و یکمین رئیس کل بانک مرکزی ایران فعّالیت می‌کند.
وی قبل از انتخاب به ریاست بانک مرکزی ایران، در کارنامه خود سابقه کار و ریاست در چندین بانک تجاری را داشت. او از سال ۱۴۰۰ مدیرعامل بانک ملی و پیش از آن نیز از سال ۱۳۹۲ رئیس هیئت‌مدیره بانک کارآفرین و در سال‌های ۱۳۹۸ تا ۱۴۰۰ مدیرعامل این بانک بود. او عضو هیئت‌مدیره سازمان اقتصادی رضوی وابسته به آستان قدس رضوی بوده است. عضو حقیقی شورای پول و اعتبار به‌عنوان نماینده رئیس‌جمهور، عضو هیئت مدیره بانک کشاورزی، دبیر کارگروه طرح تحول نظام بانکی و دبیر کارگروه ارزش‌گذاری پول ملی از دیگر سوابق فرزین در حوزه پولی و بانکی در سال‌های گذشته بوده است. او در دولت دهم دبیر ستاد هدفمندسازی یارانه‌ها بود. وی به عنوان یکی از گزینه‌های تصدی وزارت اقتصاد در دولت سید ابراهیم رئیسی مطرح بود که برنامه اقتصادی دولت رئیسی را نیز پیش از انتخابات تهیه و تنظیم نمود است.

## زندگی
فرزین در سال ۱۳۴۴ در نوش آباد کاشان متولد شد. فرزین مدرک دیپلم خود را در رشته ریاضی در کاشان اخذ کرد و در رشته اقتصاد نظری در دانشگاه شهید بهشتی مشغول به تحصیل شد و لیسانس خود را سال ۱۳۶۸ دریافت کرد. فرزین سپس در دانشگاه تهران در مقطع کارشناسی ارشد گرایش اقتصادسنجی به تحصیل ادامه داد و سال ۱۳۷۲ این رشته را به پایان برد. محمدرضا فرزین همچنین در دانشگاه علامه طباطبایی ادامه تحصیل داد و در سال ۱۳۷۹ مدرک دکترای خود را در رشته اقتصاد، گرایش بخش عمومی و تجارت بین‌الملل از این دانشگاه دریافت کرد.
از سمت‌های دیگر او، مدیرعامل و عضو هیئت مدیره بانک ملی ایران در سال‌های ۱۴۰۱–۱۴۰۰، مدیرعامل و عضو هیئت مدیره بانک کارآفرین در سال‌های ۱۴۰۰–۱۳۹۸، رئیس هیئت مدیره بانک کارآفرین در سال‌های ۱۳۹۸–۱۳۹۲، رئیس هیئت عامل صندوق توسعه ملی در سال‌های ۱۳۹۲–۱۳۹۱، عضو شورای پول و اعتبار بانک مرکزی در سال‌های ۱۳۹۲–۱۳۹۱، معاون وزیر در امور اقتصادی وزارت امور اقتصادی و دارایی در سال‌های ۱۳۹۱–۱۳۸۸، عضو هیئت مدیره ـ بانک کشاورزی در سال‌های ۱۳۹۲–۱۳۸۹، دبیر کارگروه طرح تحول نظام بانکی کشور نهاد ریاست جمهوری در سال‌های ۱۳۹۲–۱۳۹۰، دبیر کارگروه ارزش گذاری پول ملی نهاد ریاست جمهوری در سال‌های ۱۳۹۰، دبیر ستاد هدفمندکردن یارانه‌ها نهاد ریاست جمهوری در سال‌های ۱۳۹۲–۱۳۸۹ است.

## ریاست بر بانک مرکزی
در اردیبهشت سال ۱۴۰۱، دولت و بانک مرکزی به دلیل اتمام ذخایر ارزی کشور مجبور به حذف اکثر کالاها از لیست دریافت دلار دولتی ۴۲۰۰ تومانی و حرکت به سمت تک نرخی سازی قیمت ارز شده بودند. نحوه اجرای این کار که به شکل اضطراری و بدون اجرای برنامه‌های جلوگیری از ایجاد تورم و سیاست گذاری پولی متناسب با آن بود، موجب تشدید تورم ایجادی شده بود. در نهایت علی صالح‌آبادی از ریاست بانک مرکزی خلع و محمد فرزین جانشین وی شد. فرزین در جلسه ۸ دی ۱۴۰۱ هیئت دولت به عنوان رئیس کل جدید بانک مرکزی جمهوری اسلامی ایران معرفی شد.
در این زمان بانک مرکزی به ریاست فرزین با تفویض اختیارات گسترده‌تر به بانک مرکزی از سوی شورای عالی هماهنگی اقتصادی سران قوا سیاست تثبیت چند نرخی قیمت ارز خارجی را دوباره در پیش گرفت و در ابتدا نرخ دلار دولتی ۲۸۵۰۰ تومانی (معروف به نرخ ترجیحی یا دلار فرزین) ایجاد شد و در ادامه نرخ‌های دیگری برای توزیع ارز دولتی ایجاد شد و وضعیت ذخیره ارزی کشور نیز مطلوب گزارش شد؛ به گونه‌ای که بر طبق اعلام بانک مرکزی در سال ۱۴۰۱، ۶۵ میلیارد دلار به مقوله واردات ارز اختصاص یافت که نسبت به مدت مشابه سال پیش از آن ۱۰ میلیارد دلار افزایش داشت. از دلایل اصلی به ثبات نسبی رسیدن قیمت ارز در سال اول ریاست وی افزایش چشمگیر درآمدهای نفتی و ورود ارز به کشور و در اختیار بانک مرکزی قرار گرفتن آن‌ها در این دوره و ریاست بعد از رخ دادن جهش ارزی و تخلیه حباب قیمت ارز بوده. به گفته برخی منابع، یکی از اولین اقدامات فرزین در دوره ریاستش، جلوگیری از اختصاص ارز به شرکت چای دبش بود که بعداً به افشای فساد این شرکت انجامید.
وی در دولت چهاردهم نیز با ابلاغ ابقا به کار خود در بانک مرکزی به‌عنوان رئیس آن فعالیت دارد.

## انتقادها

### افزایش نرخ دلار
او در حالی سمت ریاست بر بانک مرکزی را عهده‌دار شد که قیمت دلار ۴۴ هزار تومان بود. نرخ دلار در آن دوره، ۶۰ درصد افزایش قیمت داشت. در دوره ریاست فرزین بر بانک مرکزی، قیمت دلار از ۶۰ هزار تومان هم عبور کرد و به ۷۲ هزار تومان هم رسید. پس از گذشت دو ماه از انتصاب او به ریاست بانک مرکزی، هیچ تغییری در بازار ارز رخ نداد. در سال ۱۴۰۳، با رشد روزافزون قیمت دلار در بازار داخلی ایران و ایجاد التهاب ارزی در متن جامعه، انتقادها به فعالیت‌های بانک مرکزی بالا گرفت. مجلس از منتقدان اصلی این وضع بود و بانک مرکزی و رئیس آن را به رویکرد اشتباه اقتصادی و مدیریتی در موضوع ارز متهم کرد.

### حراج سکه و طلا
بانک مرکزی در اولین حراج سکه همان سال، نرخ محاسبه قیمت طلا را بر مبنای دلار ۱۰۰ هزار تومانی حساب کرد که جنجال آفرین شد. روزنامه تجارت در گزارشی نوشت حراج سکه طلا در مرکز مبادله براساس نرخ دلار ۷۵ هزار تا ۹۰ هزار تومان، یادآور طرح‌های عرضه سکه در دولت احمدی‌نژاد است که نه تنها هیچ کمکی به کاهش قیمت‌ها نکرد، بلکه صرفاً به بازار طلا و ارز سیگنال رشد قیمت می‌داد و بانک مرکزی دولت سیزدهم با تکرار این شیوه بی اثر، در حال هدایت مردم به سمت واسطه‌گری است.
به عقیده اقتصاددانان، تکرار این شیوه حراج سکه و شمش طلا، در این دولت می‌تواند خطرناک تر باشد، چراکه منابع نسبت به گذشته محدودتر شده و سکه پاشی با روش‌های نامطمئن عوارض سنگینی برای اقتصاد کشور به همراه دارد.

### بازار ارز و سوئیفت
سازمان بورس، دیگر منتقد سیاست‌های فرزین در دوره ریاستش بر بانک مرکزی بود. ادعای جنجالی او که گفته بود «ما کاری به نرخ بازار غیررسمی و کانال‌ها نداریم» موجب انتقادهای بیشتری به عملکرد او شد. گروهی از فعالان اقتصادی، ادعای او را بی‌توجهی به نرخ دلاری می‌دانستند که بر زندگی مردم تأثیر مستقیم داشت. این در حالی بود که بانک مرکزی، نرخ تورم را بر مبنای ارز بازار آزاد اعلام می‌کند. صحبت‌های او دربارهٔ سوئیفت و FATF داخلی هم مورد انتقاد مسئولان و کارشناسان اقتصادی قرار گرفت و از آن به «شوخی» یاد کردند.

## آثار و تألیفات
از تالیفات اوست:
- ترجمه کتاب «جهانی‌شدن و گذارهای اقتصادی» تألیف کیتگریفین، انتشارات سازمان برنامه و بودجه ،۱۳۷۸
- ترجمه کتاب «اقتصاد گردشگری»، نویسندگان کریشنامورتی، لاندبرگ، استاونگا، شرکت چاپ و نشر بازرگانی، اردیبهشت ۱۳۸۳
- تألیف کتاب «هدفمندسازی یارانه‌ها: از نظریه تا عمل»، پژوهشکده امور اقتصادی، ۱۳۹۰
- مدیریت تیم ترجمه کتاب «برنامه‌ریزی بلندمدت در شرکتهای ژاپنی»، ۱۳۷۸
- تألیف کتاب «آسیب‌شناسی شبکه توزیع کشور»، مؤسسه مطالعات و پژوهش‌های بازرگانی، ۱۳۸۸
- تألیف کتاب مبانی طرح تحولات اقتصادی با تأکید بر هدفمندکردن یارانه‌ها، معاونت امور اقتصادی وزارت امور اقتصادی و دارایی، ۱۳۹۱
- ترجمه کتاب «بهای نابرابری»، تألیف جوزف ای. استیگلیتز، انتشارات دانشگاه علامه طباطبایی، ۱۳۹۴
- تألیف و ترجمه کتاب «اقتصاد گردشگری» ، انتشارات دانشگاه علامه طباطبایی، ۱۳۹۸
- تألیف کتاب روش‌های سنجش در اقتصاد گردشگری، انتشارات دنیای اقتصاد، ۱۳۹۹